# Bârzava, Harghita
Bârzava (în maghiară Csíkborzsova, colocvial Borzsova) este un sat în comuna Frumoasa din județul Harghita, Transilvania, România.

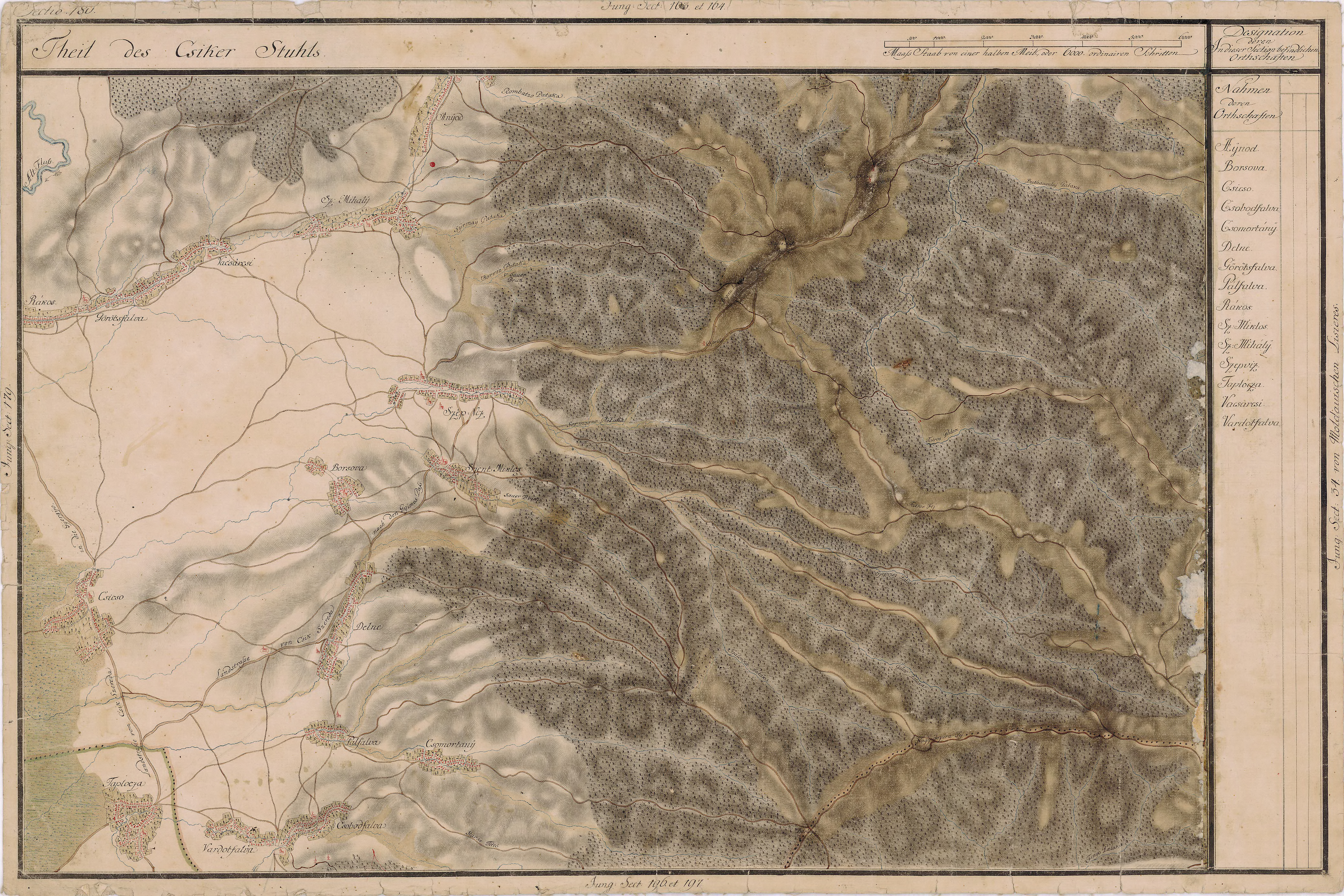
Bârzava în Harta Iosefină a Transilvaniei, 1769-73

 Acest articol despre o localitate din județul Harghita este deocamdată un ciot. Puteți ajuta Wikipedia prin completarea lui.